# Richard H. Clarida

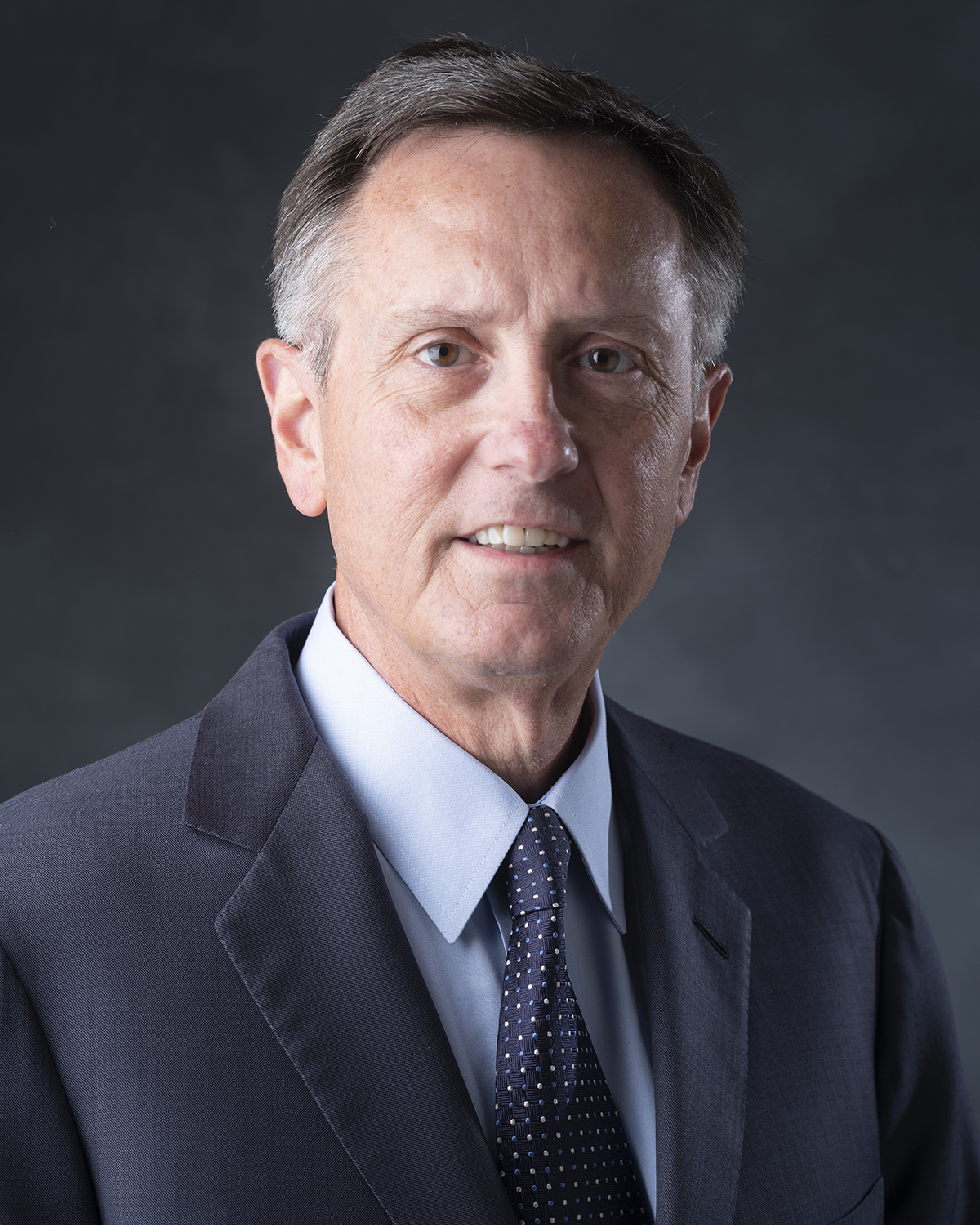
Richard H. Clarida, 2018.

Richard Harris Clarida, född 18 maj 1957 i Herrin i Illinois, är en amerikansk nationalekonom, professor och statstjänsteman.
Han var vice ordförande (vice centralbankschef) för USA:s centralbankssystem Federal Reserve System mellan den 17 september 2018 och 14 januari 2022.
Tidigare har han arbetat som professor för nationalekonomi och internationell finans vid Columbia University; assisterande undersekreterare för policyer rörande nationalekonomi vid USA:s finansdepartement; chefsrådgivare rörande nationalekonomi för de amerikanska finansministrarna Paul H. O'Neill och John W. Snow samt rådgivare för banken Credit Suisse och investmentbolaget Pimco.
Clarida avlade en kandidatexamen vid University of Illinois at Urbana–Champaign samt en master och en doktor vid Harvard University i nationalekonomi.